# Patrick Vervoort
Patrick Felix Vervoort (Beerse, 17 de janeiro de 1965) é um ex-futebolista belga que atuava como meio-campista. Atualmente, trabalha como empresário de jogadores.
Em clubes, fez sucesso jogando pelo Beerschot VAC, onde atuou em 143 partidas, e pelo Anderlecht, pelo qual disputou 87 partidas, com 10 gols marcados. Jogou também por Bordeaux, Ascoli, Standard de Liège, RKC Waalwijk, Vitória de Guimarães e Toulon, encerrando a carreira em 1999, pelo KFC Schoten.
Pela Seleção Belga, Vervoort competiu nas Copas de 1986 (quarto lugar na competição) e de 1990. Ele chegou a disputar as Eliminatórias para a Eurocopa de 1992 sob o comando de Paul Van Himst, mas o treinador decidiu promover uma renovação no elenco, excluindo vários atletas, entre eles Vervoort, que deixou a seleção em 1991, com 32 partidas e 3 gols marcados.